# Argiocnemis solitaria
Argiocnemis solitaria – gatunek ważki z rodziny łątkowatych (Coenagrionidae). Znany tylko z holotypu – samicy, którą opisał Edmond de Sélys Longchamps w 1872 roku; jako miejsce typowe autor wskazał wyspę Rodrigues na Oceanie Indyjskim. Ważność tego taksonu podawana jest w wątpliwość. W badaniach przeprowadzonych na wyspie w sierpniu 2005 i kwietniu 2006 roku odnaleziono tylko jednego przedstawiciela ważek równoskrzydłych – Ischnura senegalensis.